# Carl Moeller (Heimatforscher)
Otto Louis Carl Moeller (* 22. August 1867 in Sondershausen; † 27. November 1920 in Stockhausen) war ein deutscher evangelisch-lutherischer Pfarrer in Stockhausen und Heimatforscher.

## Leben

### Kindheit und Ausbildung
Carl Moeller wurde 1867 als Sohn des Obergendarmen Jesuborn Johann Jacob und dessen Gattin Johanne Christiane Caroline (geb. Jacob) geboren.
Er ging in Arnstadt zur Schule und schloss diese 1887 mit dem Abitur ab. Daraufhin studierte er in Leipzig und Göttingen. Sein Examen absolvierte er 1890 und kam 1893 wieder zurück nach Sondershausen.

### Stockhäuser Zeit

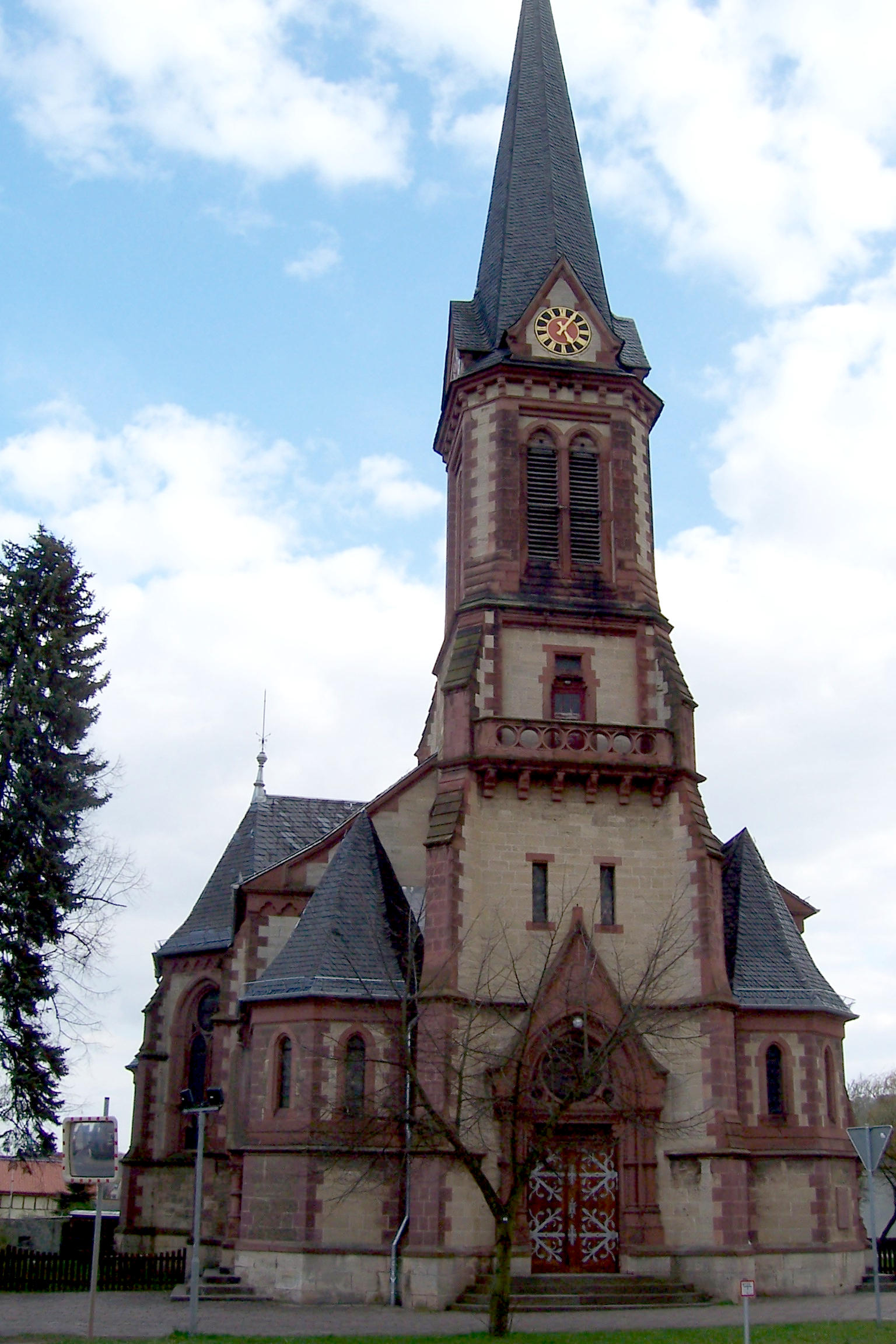
St.-Matthias-Kirche in Stockhausen

Die evangelische Gemeinde in Stockhausen war bis 1894 dem Pfarramt Jechaburg angegliedert. Von dort kamen auch die Pfarrer und hielten Gottesdienste in der Dorfkirche. Mit zunehmend wachsender Einwohnerzahl löste sich die Gemeinde und erklärte sich für selbstständig. Ab dem 1. Mai 1894 wurde Carl Moeller zunächst als Hilfspfarrer in Stockhausen ordiniert, am 16. Dezember 1894 ernannte man ihn zum Pfarrvikar. Ab dem 1. Dezember 1897 durfte er sich offiziell als Pfarrer bezeichnen.
In seiner Zeit in Stockhausen wollte er das Leben im Dorfe verbessern. Er kämpfte gegen – seiner Ansicht nach – unchristliche und unmoralische Ausschreitungen an, die er oftmals als „Sittenverfall“ bezeichnete. Er förderte Bildung, Heilfürsorge und Pflege. Ihm verdankten die Stockhäuser eine Kinderbewahranstalt (1895), eine Volksbibliothek (1895), einen neuen größeren Schulbau (1900) und eine Diakonissenstation (1901). Weitere bauliche Maßnahmen waren die Errichtung eines Pfarrhauses 1898 und der Neubau der Stockhäuser St.-Matthias-Kirche 1905, entworfen von Theodor Quentin. Später ließ er noch einen neuen Friedhof anlegen. Des Weiteren befasste er sich intensiv mit der Stockhäuser Geschichte und der seiner Umgebung. Fast alles, was man heute noch von diesem Dorf weiß, verdankt man Moellers Forschungen. Er entdeckte bei Arbeiten am alten Friedhof starke Mauerreste, die, wie er vermutete, sich als eine Art Burg herausstellte, vielleicht das „Stockhus“, welches eventuell dem Ort einst seinen Namen gab.
Bis zu seinem Tod 1920 blieb er im Dienst als Pfarrer.

### Familie
In Rockensußra heiratete Carl Moeller am 28. September 1895 Emilie Liddy Elise Margarethe Tölle (1874–1969), die Tochter des Pfarrers aus Dannheim Albert Friedrich Wilhelm Tölle und seiner Gattin Johanna Friederike Louise (geb. Lattermann). Mit ihr hatte er drei Kinder, welche in Stockhausen geboren sind:
- Marie Johanna Margarete (* 9. Juni 1896; † 29. September 1973), verheiratet mit Mediziner Friedrich König aus Sondershausen
- Carl Rudolf Johannes (* 11. November 1898; †  29. März 1918 gefallen in Frankreich)
- Carl Reinhold Georg  (* 4. Juli 1902, †?)